# 만달레

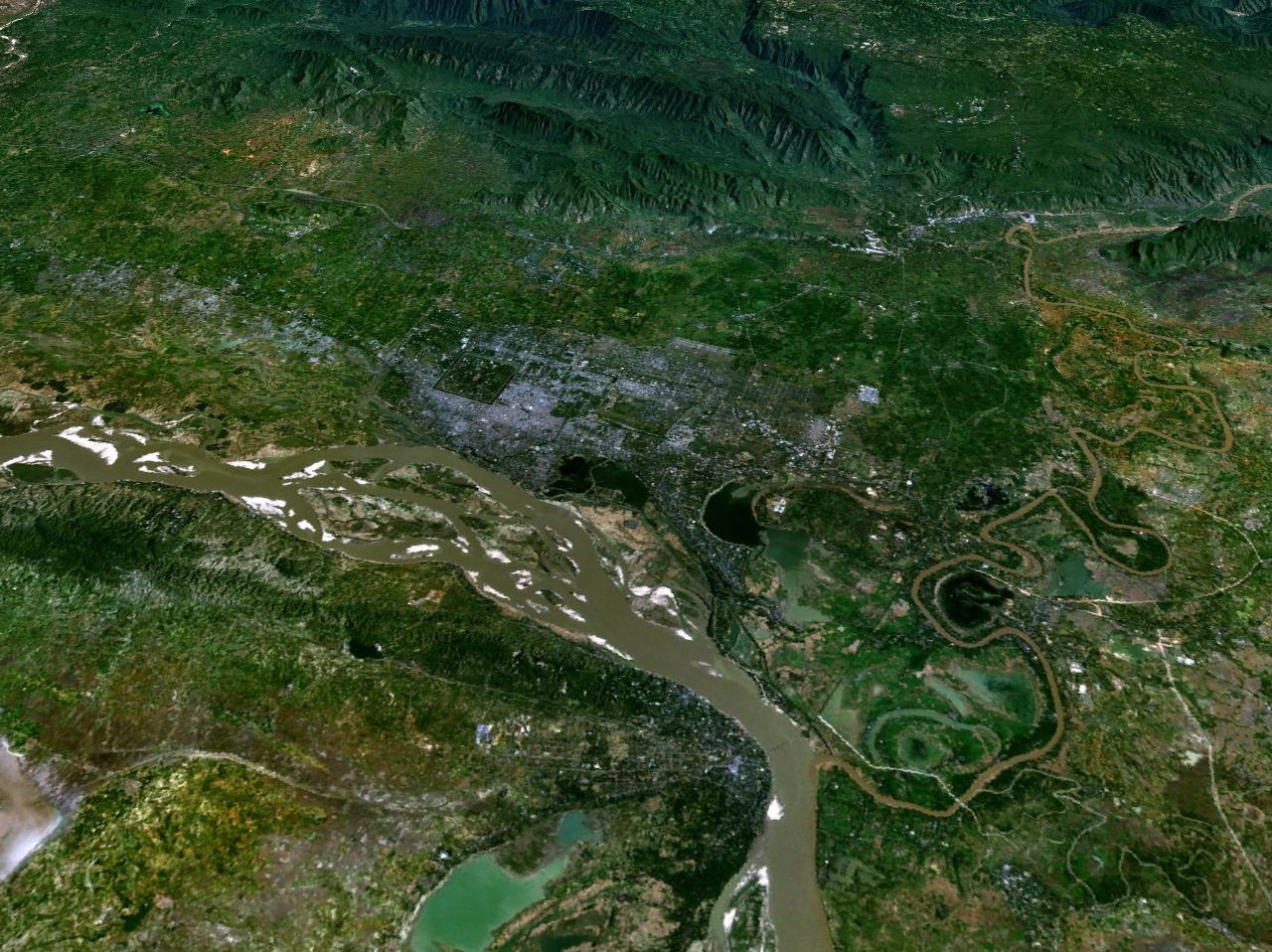
만달레이 부근의 위성사진

만달레이는 미얀마 중부의 도시로, 만달레도의 도청 소재지이다. 미얀마의 마지막 왕조인 꾼바웅 왕조의 수도였던 역사가 있는 미얀마의 전통적인 제2도시이다. 양곤 북쪽 716km에 위치하며, 에야워디강 동안에 자리하고 있다. 인구는 2011년 기준 952,570명이다.
만달레이는 상미얀마의 경제 중심이고 버마 문화의 중심지로 여겨진다. 과거 20년 동안 중국 윈난성에서 중국인들이 계속 유입되고 있기도 한다. 네피도의 상승세에도 불구하고, 만달레는 고지 미얀마의 주요 상업, 교육, 의료의 중심지로 남아있다.

## 지리
만달레는 미얀마 중부 건조 지대의 에야워디강가에 위치한다. 해발 고도는 64m이다.

### 기후
쾨펜의 기후 구분에 따르면 만달레는 열대 사바나 기후(Aw)와 온대 하우 기후(Cw)의 경계에 속한다. 1월(최한월)의 평균기온은 18도 정도이고 7월 최난월 평균기온은 28도에 이르며 강수량은 연평균 약 1,000mm 정도이다.
| 만달레의 기후                                                                                | 만달레의 기후 | 만달레의 기후 | 만달레의 기후 | 만달레의 기후 | 만달레의 기후 | 만달레의 기후 | 만달레의 기후 | 만달레의 기후 | 만달레의 기후 | 만달레의 기후 | 만달레의 기후 | 만달레의 기후 | 만달레의 기후 |
| 월                                                                                           | 1월           | 2월           | 3월           | 4월           | 5월           | 6월           | 7월           | 8월           | 9월           | 10월          | 11월          | 12월          | 연간          |
| -------------------------------------------------------------------------------------------- | ------------- | ------------- | ------------- | ------------- | ------------- | ------------- | ------------- | ------------- | ------------- | ------------- | ------------- | ------------- | ------------- |
| 역대 최고 기온 °C (°F)                                                                       | 37.2 (99.0)   | 39.2 (102.6)  | 42.8 (109.0)  | 44.8 (112.6)  | 45.0 (113.0)  | 42.0 (107.6)  | 41.6 (106.9)  | 40.5 (104.9)  | 43.4 (110.1)  | 39.2 (102.6)  | 38.5 (101.3)  | 34.5 (94.1)   | 45.0 (113.0)  |
| 일평균 최고 기온 °C (°F)                                                                     | 29.8 (85.6)   | 33.2 (91.8)   | 37.0 (98.6)   | 39.1 (102.4)  | 37.1 (98.8)   | 35.6 (96.1)   | 35.4 (95.7)   | 34.3 (93.7)   | 34.2 (93.6)   | 33.4 (92.1)   | 31.7 (89.1)   | 29.3 (84.7)   | 34.2 (93.6)   |
| 일일 평균 기온 °C (°F)                                                                       | 22.0 (71.6)   | 24.8 (76.6)   | 29.0 (84.2)   | 32.0 (89.6)   | 31.6 (88.9)   | 30.9 (87.6)   | 30.8 (87.4)   | 30.1 (86.2)   | 29.9 (85.8)   | 28.8 (83.8)   | 26.0 (78.8)   | 22.6 (72.7)   | 28.2 (82.8)   |
| 일평균 최저 기온 °C (°F)                                                                     | 14.2 (57.6)   | 16.3 (61.3)   | 20.9 (69.6)   | 25.0 (77.0)   | 26.0 (78.8)   | 26.3 (79.3)   | 26.3 (79.3)   | 25.9 (78.6)   | 25.6 (78.1)   | 24.2 (75.6)   | 20.3 (68.5)   | 15.8 (60.4)   | 22.2 (72.0)   |
| 역대 최저 기온 °C (°F)                                                                       | 8.0 (46.4)    | 10.0 (50.0)   | 12.8 (55.0)   | 15.0 (59.0)   | 17.4 (63.3)   | 20.0 (68.0)   | 20.0 (68.0)   | 19.5 (67.1)   | 20.5 (68.9)   | 18.5 (65.3)   | 11.1 (52.0)   | 7.6 (45.7)    | 7.6 (45.7)    |
| 평균 강수량 mm (인치)                                                                        | 5.3 (0.21)    | 3.1 (0.12)    | 7.2 (0.28)    | 42.1 (1.66)   | 151.8 (5.98)  | 90.8 (3.57)   | 73.2 (2.88)   | 159.5 (6.28)  | 176.7 (6.96)  | 142.8 (5.62)  | 36.3 (1.43)   | 5.5 (0.22)    | 894.3 (35.21) |
| 평균 강수일수 (≥ 1.0 mm)                                                                     | 0.6           | 0.5           | 1.0           | 4.2           | 9.9           | 7.8           | 6.9           | 10.3          | 11.6          | 8.8           | 3.0           | 0.6           | 65.1          |
| 평균 상대 습도 (%)                                                                           | 68            | 58            | 49            | 50            | 66            | 73            | 71            | 76            | 76            | 77            | 74            | 72            | 68            |
| 평균 월간 일조시간                                                                           | 309           | 280           | 301           | 291           | 267           | 208           | 182           | 168           | 215           | 223           | 269           | 278           | 2,991         |
| 출처 1: 미국 해양대기청 (평년값: 1991년~2020년)                                              |               |               |               |               |               |               |               |               |               |               |               |               |               |
| 출처 2: 덴마크 기상학회 (일조시간/상대습도: 1931년~1960년), Meteo Climat (극값: 1889년~현재) |               |               |               |               |               |               |               |               |               |               |               |               |               |

## 역사

### 초기의 역사

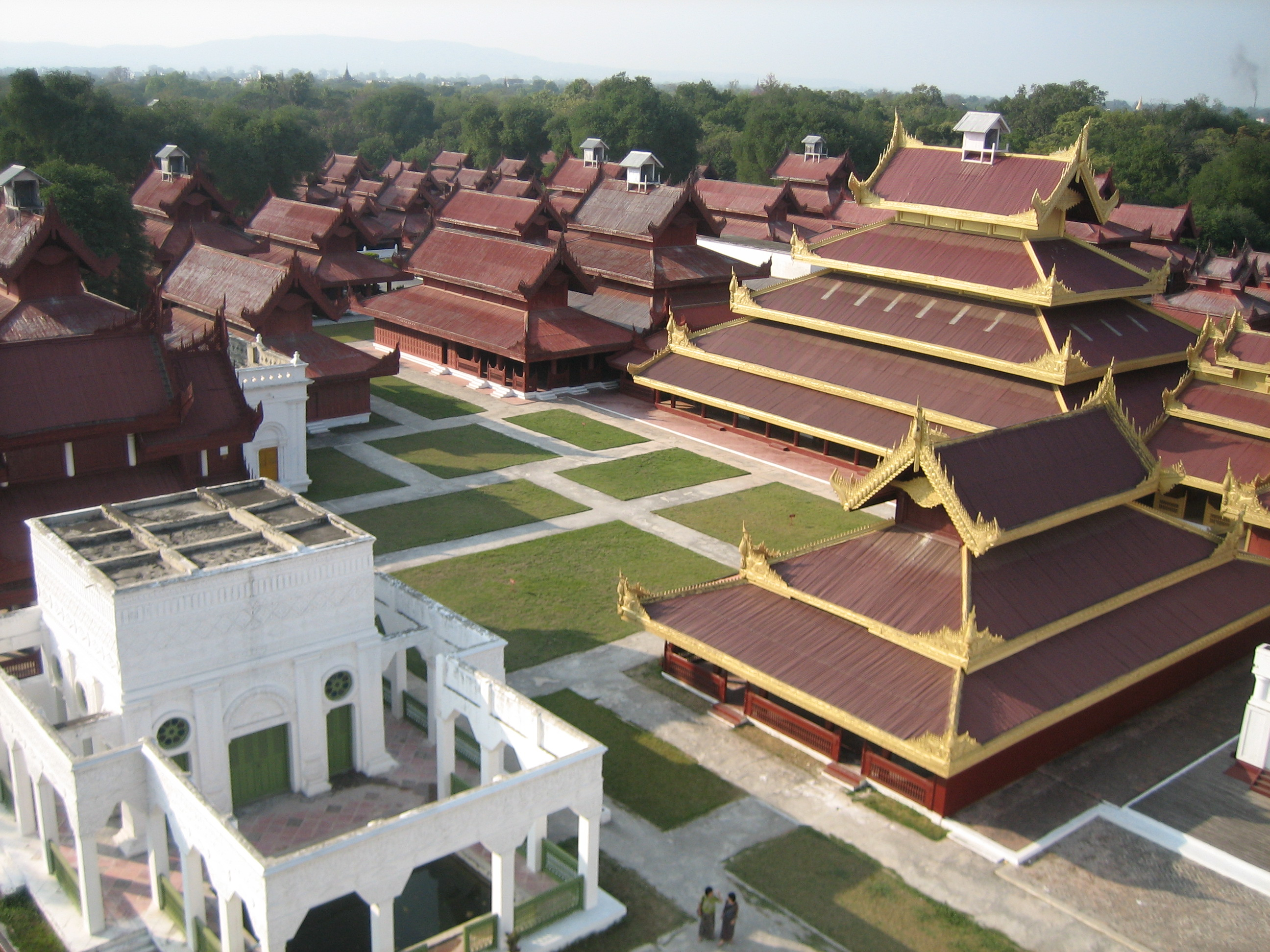
만달레궁

만달레는 1857년 2월 13일에 밍둥왕이 만덜레 언덕 기슭에 새로운 수도를 건설하면서 세워졌다. 새로운 수도의 면적은 66km2였고 4개의 강으로 둘러싸여 있었다. 413헥타르 면적의 성은 2,032m 길이의 성벽과 너비 64m, 깊이 4.57m의 해자로 둘러싸여 있었다. 성벽을 따라 169m 간격으로 감시를 위한 금빛 물부리가 달린 포탑이 서있었다. 각각의 방향으로 3개의 문과 해자를 건너는 5개의 다리가 있었다. 1857년 6월에 옛 어머라뿌라의 궁전은 해체되어 코끼리를 통해 만덜레 언덕의 새로운 위치로 이전되었고 2년 후인 1859년 5월 23일에 완공되었다.
26년 후인 1885년 11월 28일, 제3차 영국-미얀마 전쟁의 패배로 미얀마가 영국령 인도에 병합됨에 따라 만달레는 왕조 시대의 최후의 수도가 되었다.

### 식민지 시대의 만달레(1885~1948)
영국 식민지 통치하에서도 만달레는 계속해서 고지 미얀마의 주요 도시였지만 상업적, 정치적 중요성은 점차 양곤으로 옮겨갔다. 만달레 개발에 대한 영국의 의도는 주로 상업적인 것과 관련된 것이었다. 병합 후 불과 4년만인 1889년에 만달레에 철도가 개통하였으나, 최초의 대학인 만달레 대학은 40년 후인 1925년이 돼서야 세워졌다. 영국은 궁전의 이름을 더퍼린 요새로 개칭하고 군사 주둔지로 사용하였다.
식민지 시대에 만달레는 미얀마의 문화와 불교의 중심지였고 왕조의 마지막 수도로서 버마인들에게 왕권과 정체성의 상징으로 여겨졌다. 두 번의 대전 사이에 만달레는 영국의 통치에 대한 전국적인 저항의 중심점이었다. 영국의 통치는 도시로 많은 인도 이민자의 유입을 가져왔다. 1904년~1905년에 역병으로 인구의 3분의 1이 도시를 떠났다. 제2차 세계 대전 중에 1942년 5월부터 1945년 3월까지 일본에 점령되었을 때 다시 많은 사람들이 도시를 떠났다. 만달레는 전쟁으로 심각한 피해를 겪었다. 궁전은 일본군에 의해 보급창이 되었고 연합군의 폭격으로 불에 타 왕실 조폐소와 감시탑만이 남게 되었다.

### 현재의 만달레(1948년~)

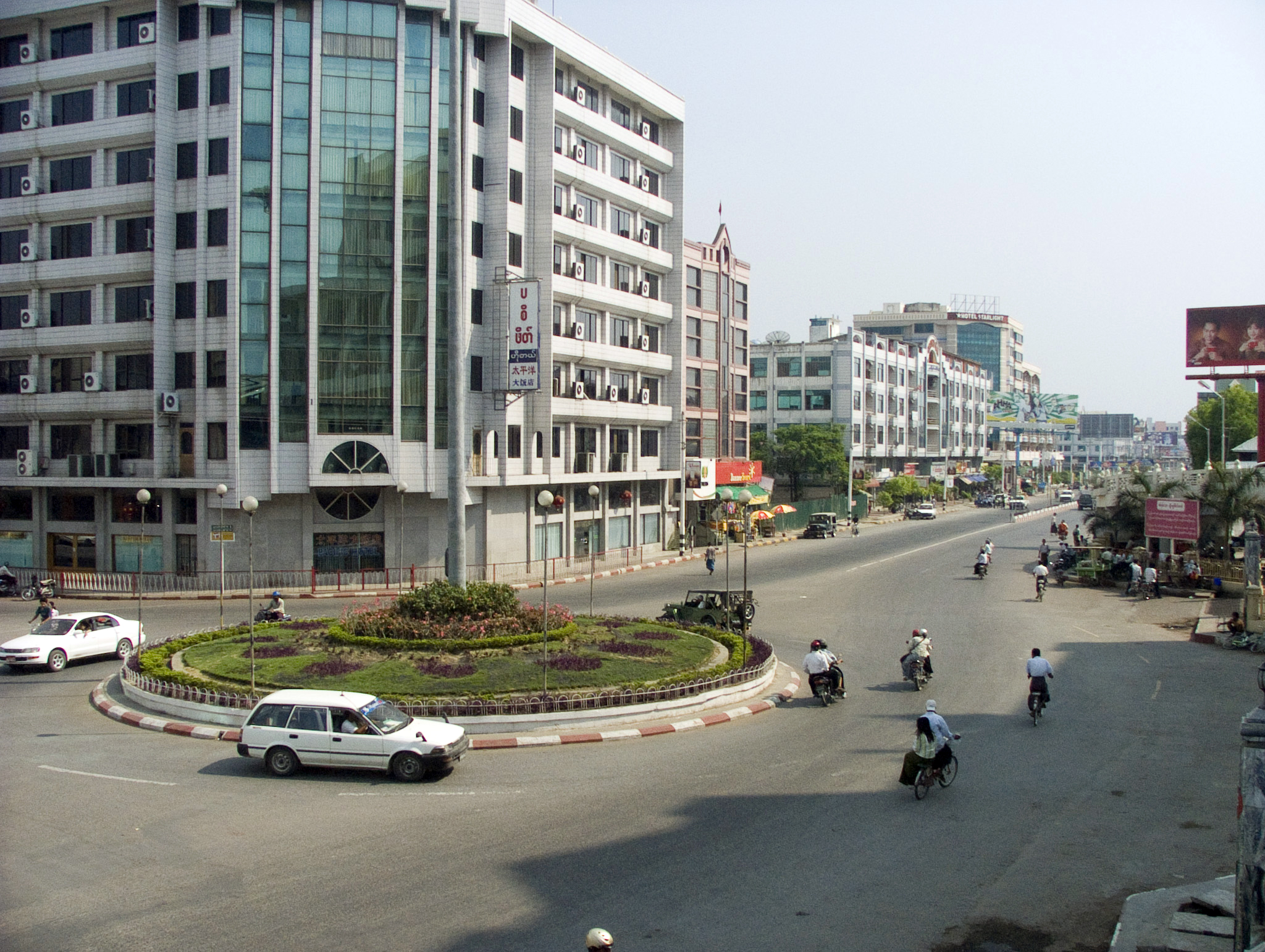
만덜레 중심가

1948년에 영국으로부터 독립한 후에도 만달레는 계속해서 고지 미얀마의 문화, 경제, 교육의 중심지 역할을 했다. 1990년대 초까지 고지 버마의 학생들 대부분은 대학 교육을 위해 만달레로 왔다.
네윈의 고립주의식 통치기(1962년~1988년)에 도시의 기반 시설은 악화되었다. 1980년대 초까지 미얀마에서 두 번째로 큰 이 도시는 낮은 건물과 대부분이 자전거로 채워진 먼지 많은 길이 있는 읍내와 닮아있었다. 1980년대에 도시에는 두 차례의 큰 화재가 있었다. 1980년대의 화재로 도시의 모습과 민족 구성에 상당한 변화가 있었다. 화마가 휩쓸고 간 자리에는 윈난성에서 이주한 중국인들이 자리잡았다. 중국인의 유입은 1988년에 현재의 군사 정권이 권력을 잡은 후에 가속화되었다. 1990년대에만 25~30만 명의 윈난 출신 중국인들이 만달레로 이주한 것으로 추정된다. 오늘날 중국인은 도시 인구의 30~40%를 차지하는 것으로 생각된다.

## 경제
만달레는 미얀마 북부와 중부의 교역과 교통의 중심지이다. 중국 및 인도와 교역하는 미얀마인 대부분이 만덜레를 경유한다.
주요 전통 산업은 견직업, 태피스트리, 비취 세공, 불상, 불교 장신구, 금은세공품 등이다.
1990년대에 미국과 유럽 연합의 제재 조치 이후에 중국인이 점차 만달레 경제에서 중요한 위치를 점해가고 있다.

## 교육

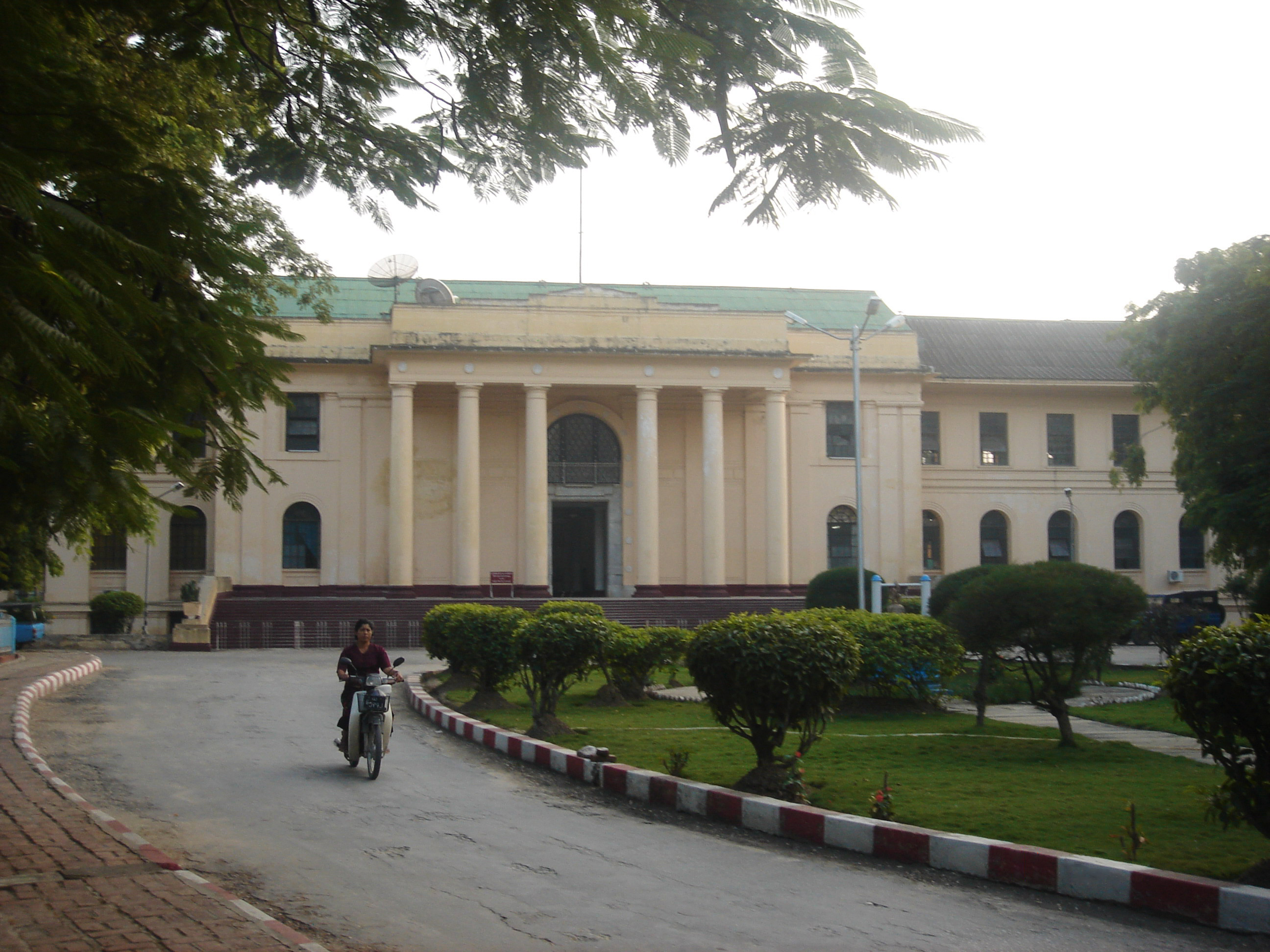
만덜레 대학교

1925년 설립된 만덜레 대학교가 있다. 그 밖에도 만덜레 치과대학, 만달레 기술대학, 만덜레 컴퓨터대학 등이 있다.

## 인구
만달레의 도시 인구는 2011년 기준 952,570명이며, 2025년에 150만 명에 이를 것으로 추정된다.
만달래는 전통적으로 버마족의 근거지이지만 지난 20년간 많은 중국인들이 유입되었다. 오늘날 중국인은 도시 전체 인구의 30~40%를 차지하는 것으로 생각된다. 인도인 또한 만달레에 상당 수 거주한다.
| 연도  | 인구      | ±%     |
| ----- | --------- | ------ |
| 1950  | 167,000   | —      |
| 1960  | 250,000   | +49.7% |
| 1970  | 374,000   | +49.6% |
| 1980  | 499,000   | +33.4% |
| 1990  | 636,000   | +27.5% |
| 2000  | 810,000   | +27.4% |
| 2007  | 961,000   | +18.6% |
| 2010  | 1,034,000 | +7.6%  |
| [ 4 ] |           |        |

## 교통

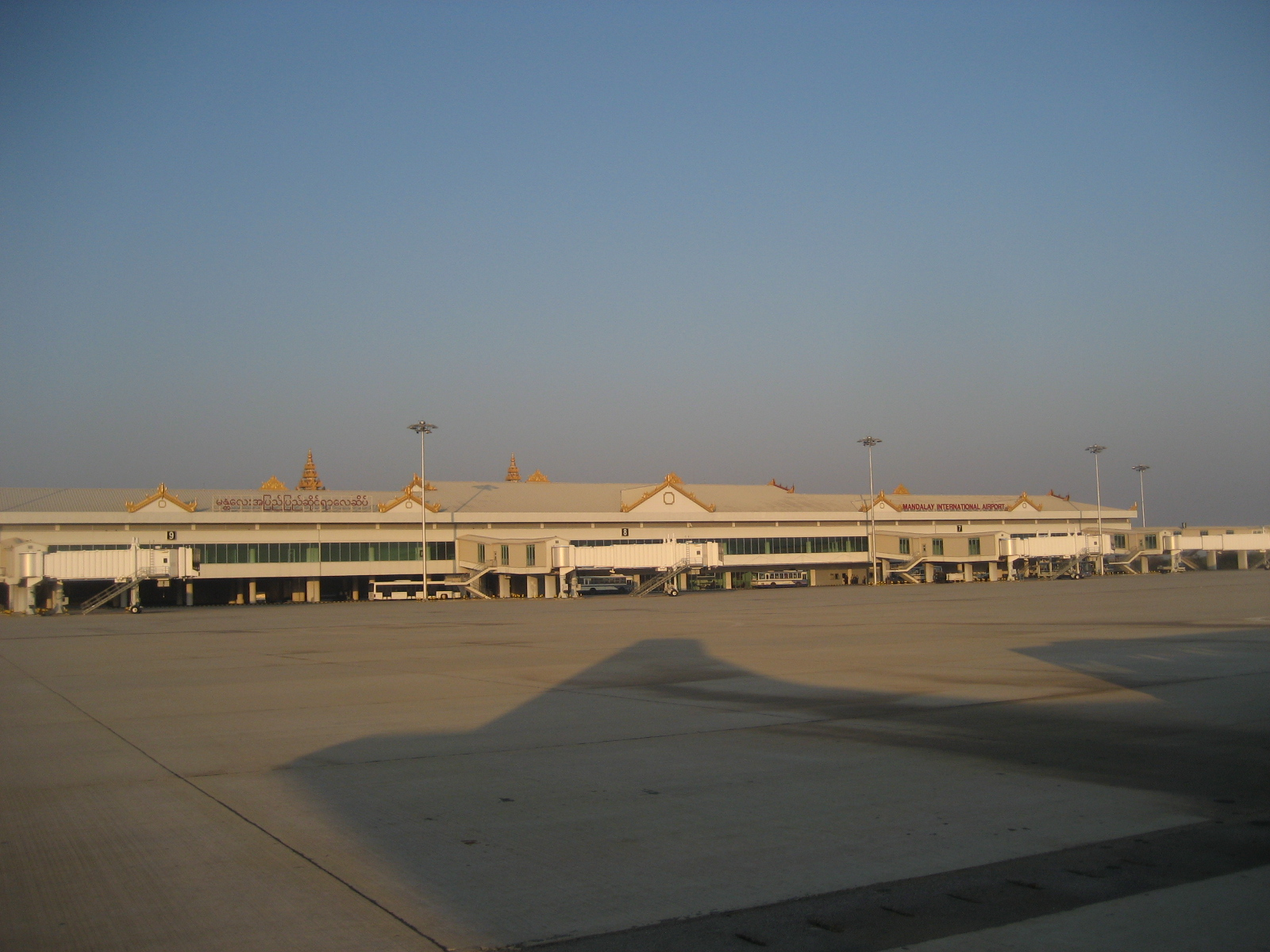
만덜레 국제공항

### 공항
미얀마에서 가장 큰 만달레이 국제공항이 있다. 다음은 만달레이 국제공항의 항공 노선이다.

### 철도
만달레 중앙역은 양곤과 만달레를 잇는 만달레 철도의 종점이다.

## 자매도시
- 캄보디아 프놈펜
- 중화인민공화국 윈난성 쿤밍시

## 이미지 갤러리

만달레 - Mandalay - မန္တလေးမြို့
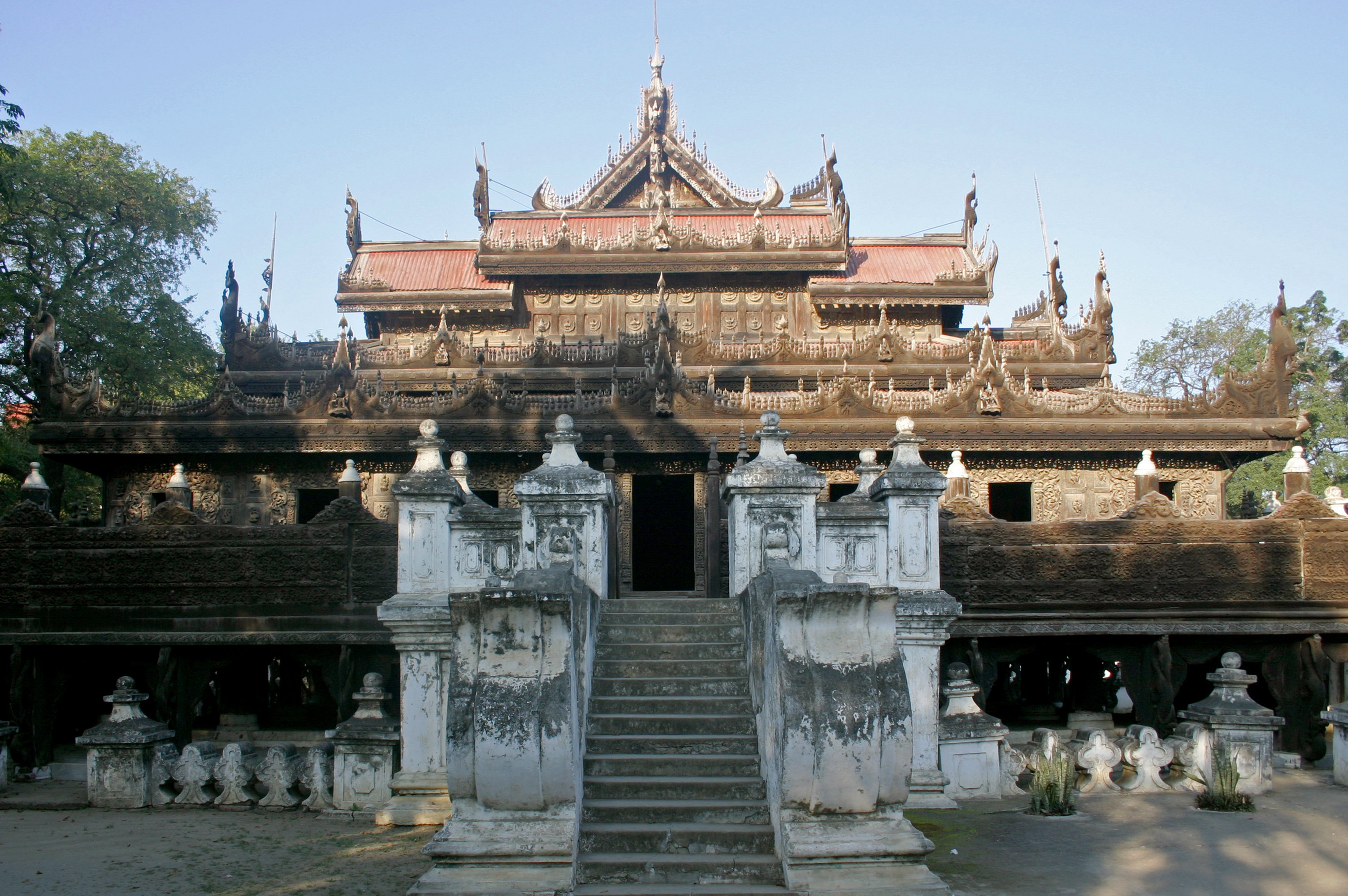
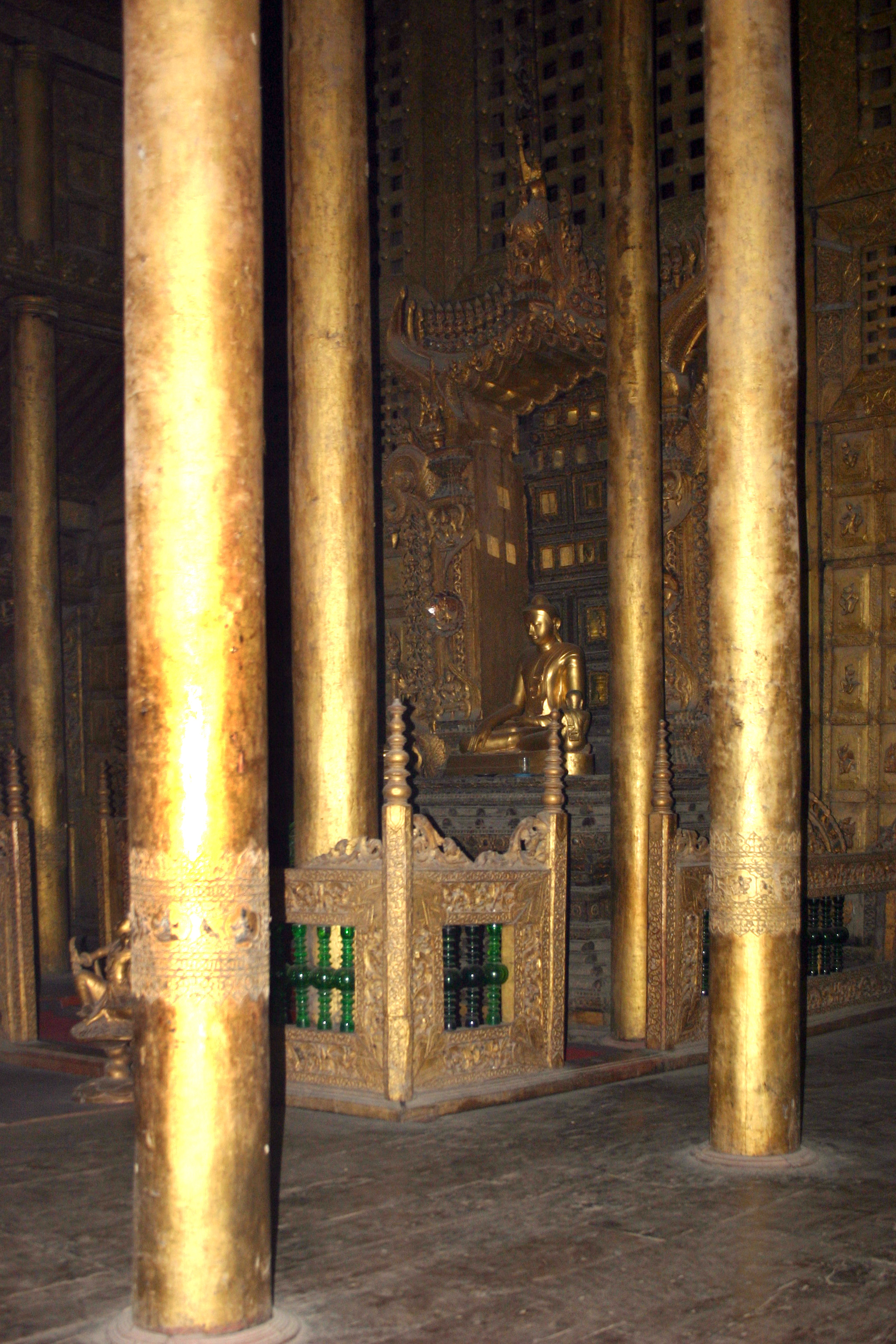
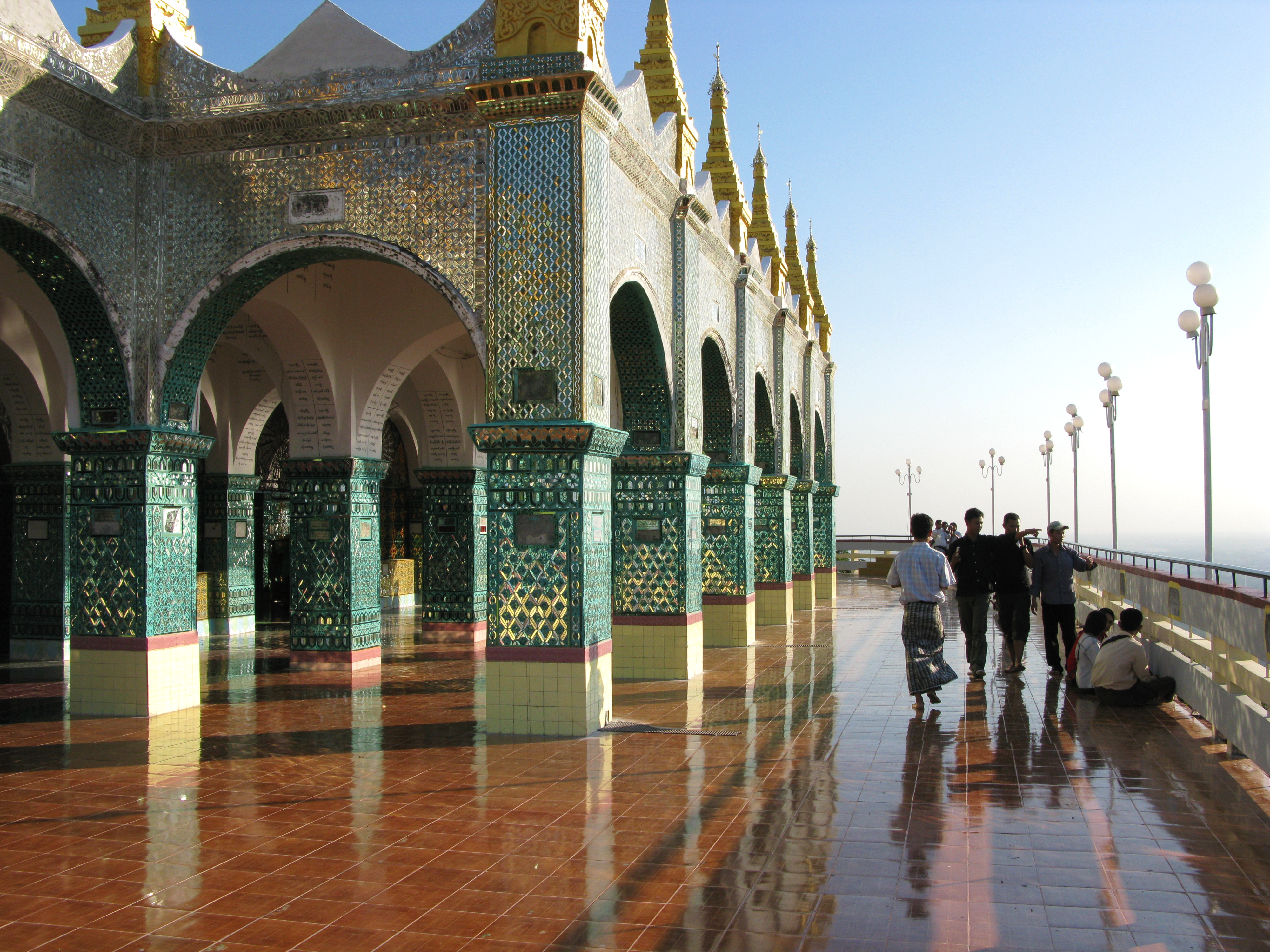
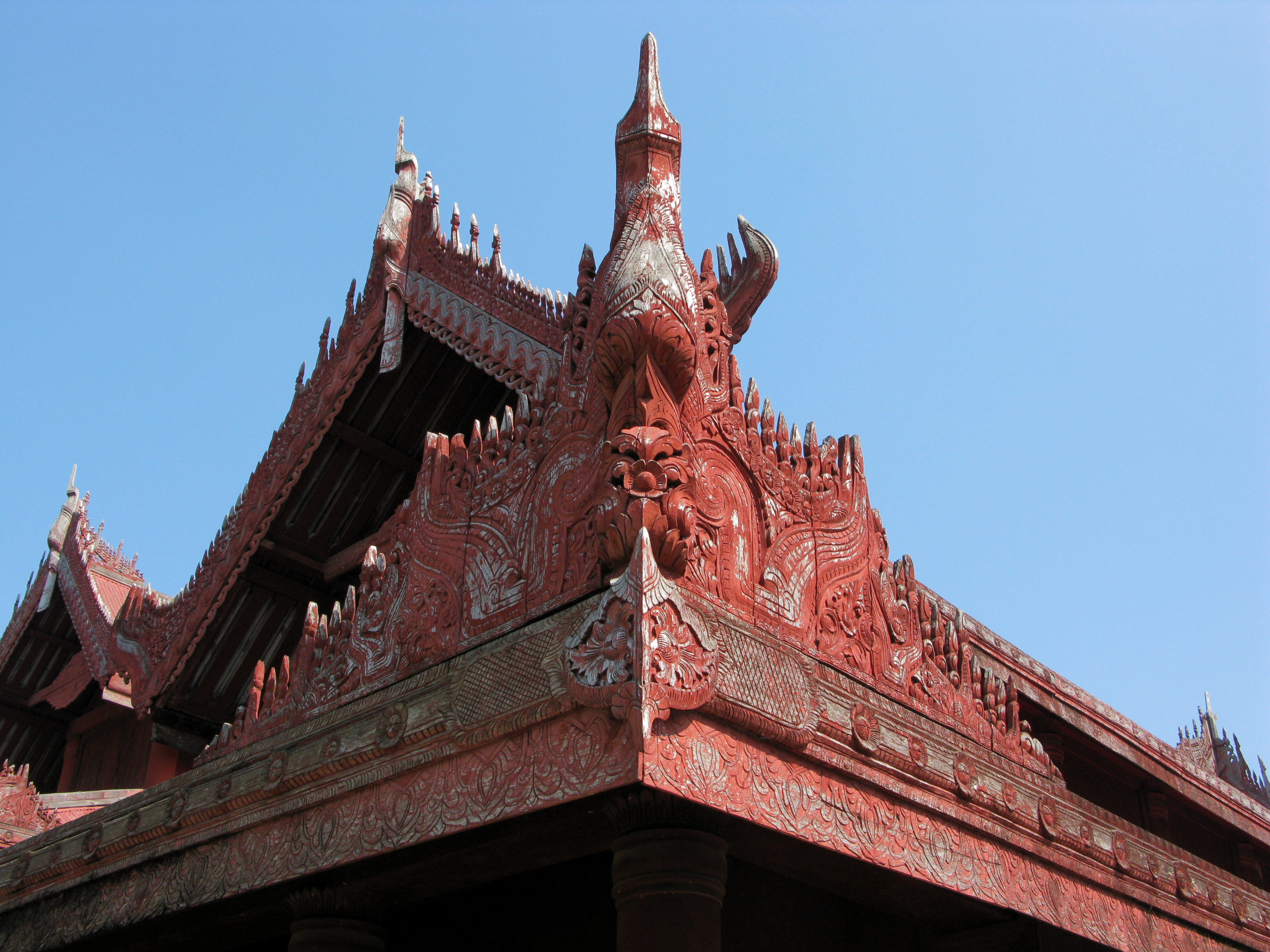
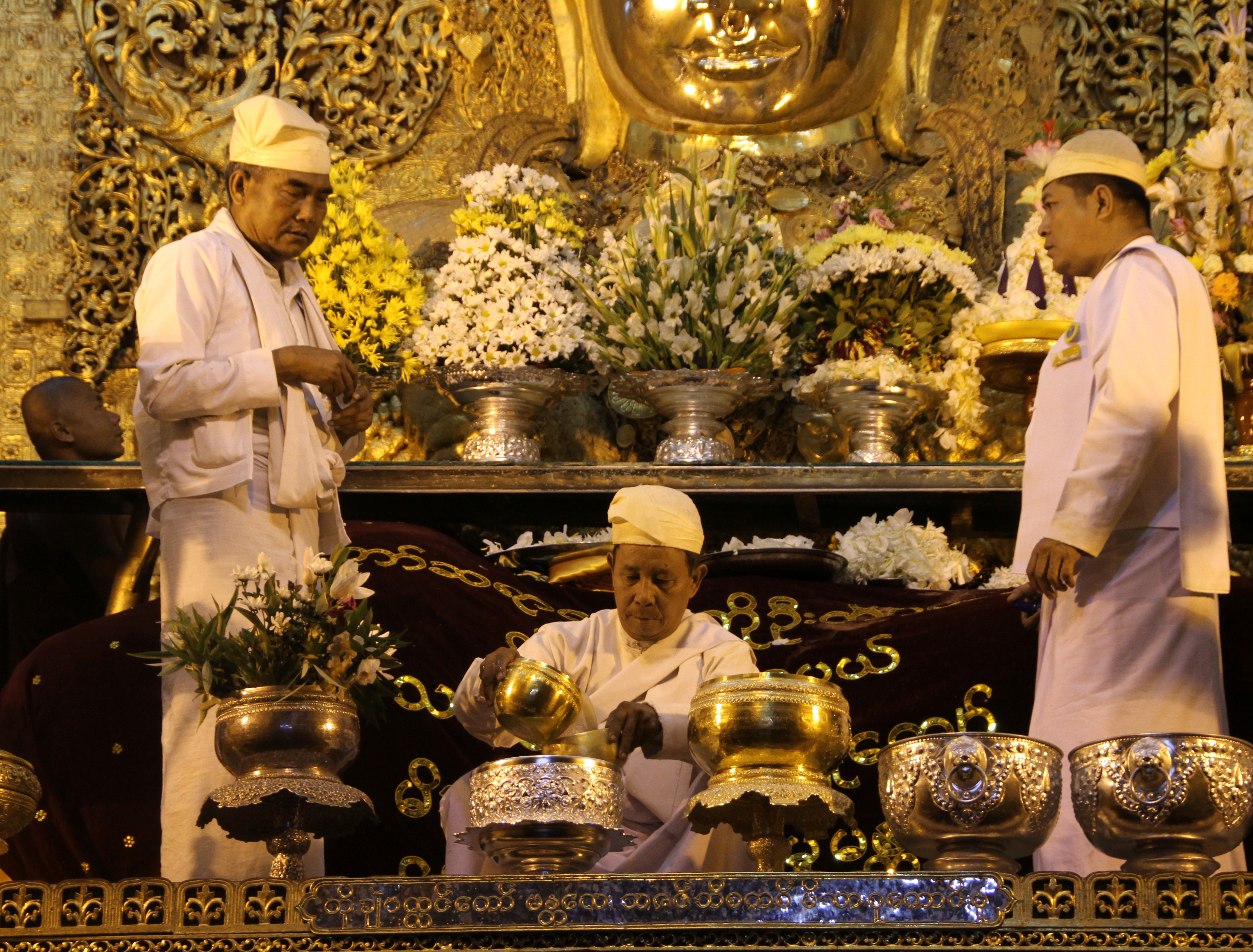
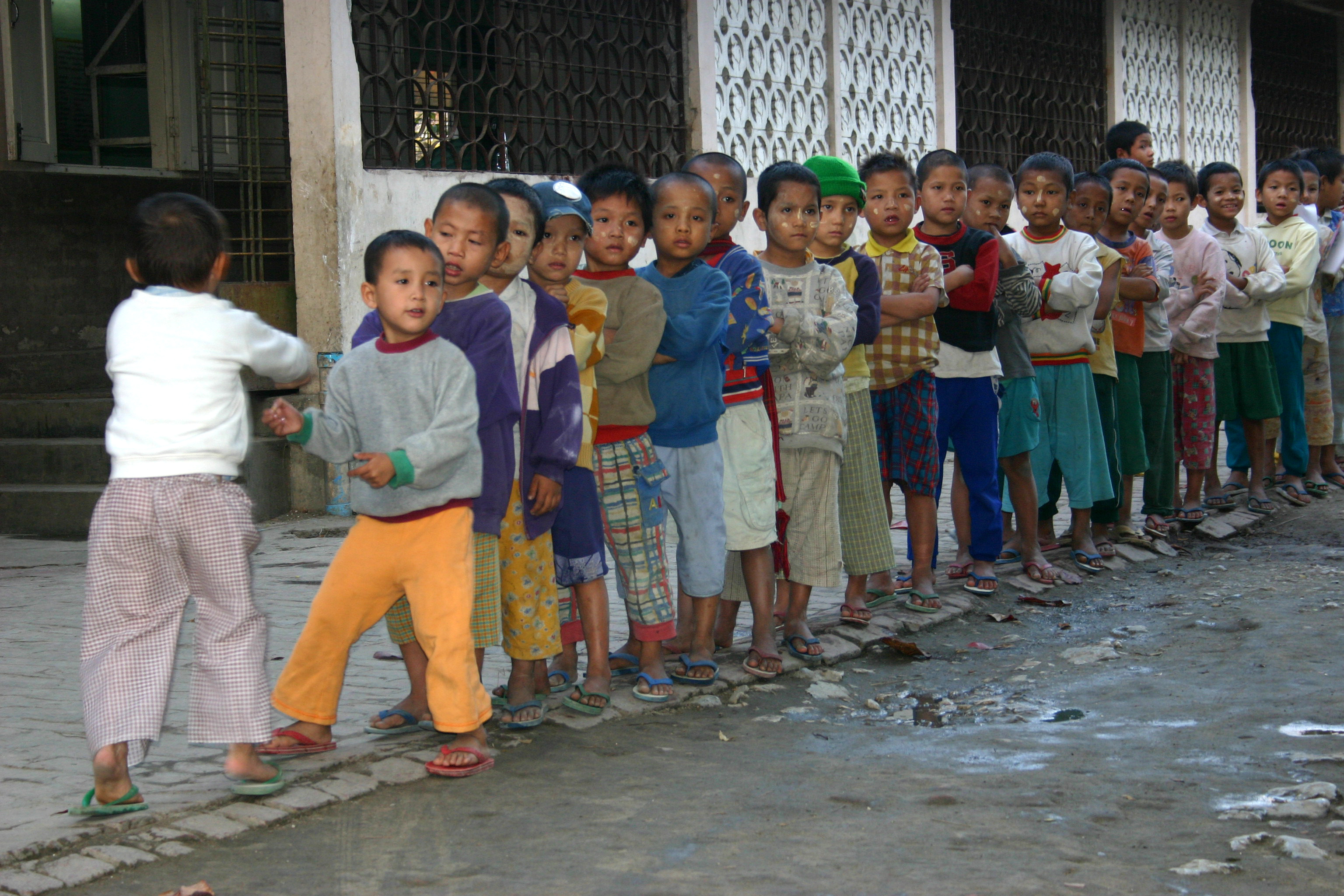
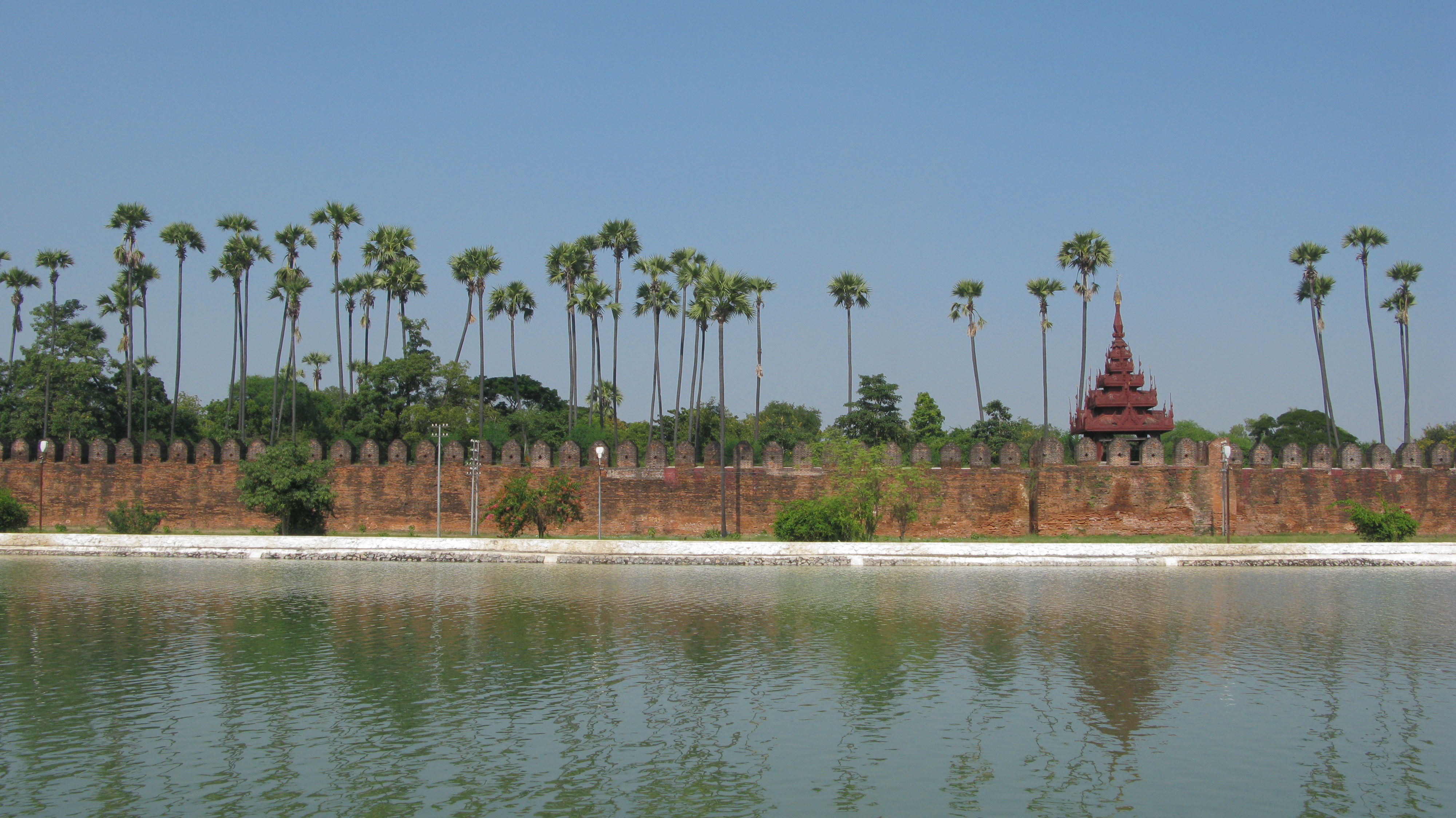